# Клепиковское сельское поселение
Клепиковское се́льское поселе́ние — муниципальное образование в Ишимском районе Тюменской области Российской Федерации.
Административный центр — село Клепиково.

## История
Статус и границы сельского поселения установлены Законом Тюменской области от 5 ноября 2004 года № 263 «Об установлении границ муниципальных образований Тюменской области и наделении их статусом муниципального района, городского округа и сельского поселения»

## Население
| 2010  | 2011  | 2012  | 2013  | 2014  | 2015  | 2016  |
| ----- | ----- | ----- | ----- | ----- | ----- | ----- |
| 1839  | ↘1835 | ↗1847 | ↗1849 | ↗1874 | →1874 | ↘1813 |
| 2017  | 2018  | 2019  | 2020  | 2021  |       |       |
| ↗1834 | ↘1821 | ↘1783 | ↘1763 | ↘1716 |       |       |

## Состав сельского поселения
| № | Населённый пункт  | Тип населённого пункта       | Население |
| - | ----------------- | ---------------------------- | --------- |
| 1 | Детский дом № 29  | посёлок                      | 36        |
| 2 | Детский санаторий | посёлок                      | 38        |
| 3 | Дом отдыха        | посёлок                      | 186       |
| 4 | Клепиково         | село, административный центр | 856       |
| 5 | Орловка           | деревня                      | 168       |
| 6 | Симонова          | деревня                      | 63        |
| 7 | Синицына          | деревня                      | 492       |